# Acer truncatum
Acer truncatum es un arce nativo del norte de China, en las provincias de Gansu, Hebei, Henan, Jiangsu, Jilin, Liaoning, Mongolia Interior, Shaanxi, Shandong, Shanxi, y Corea.

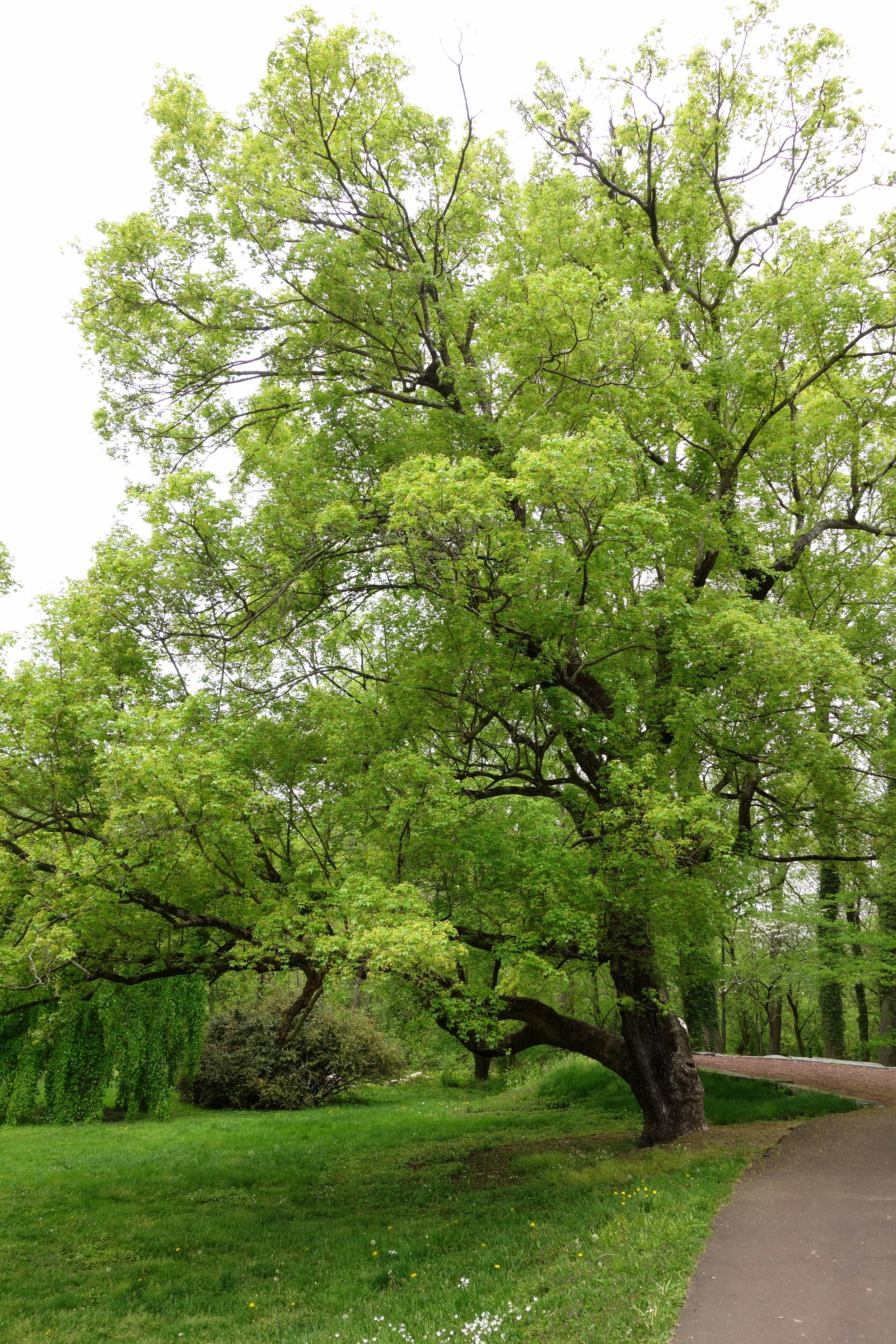
Vista del árbol

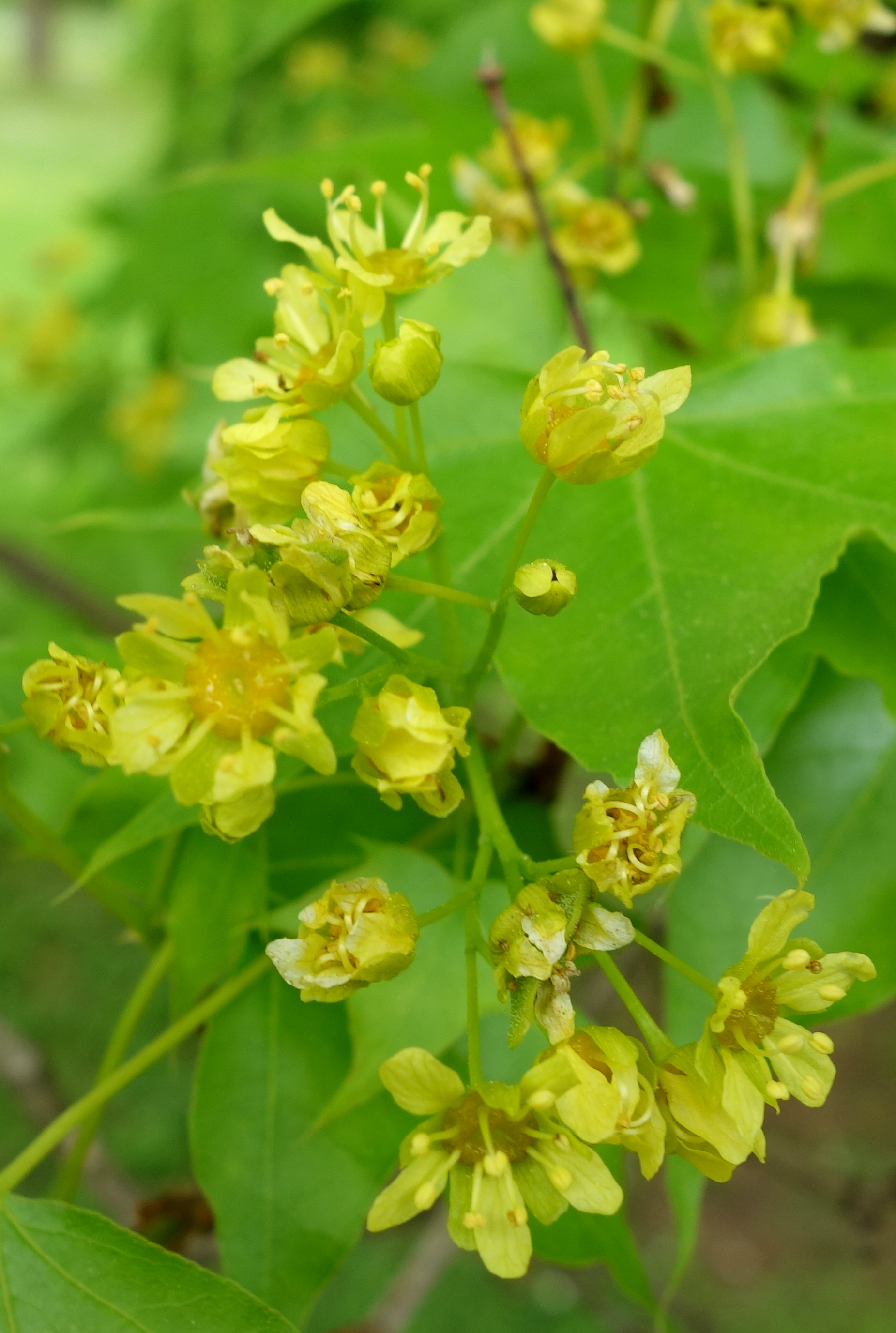
Detalle de las flores

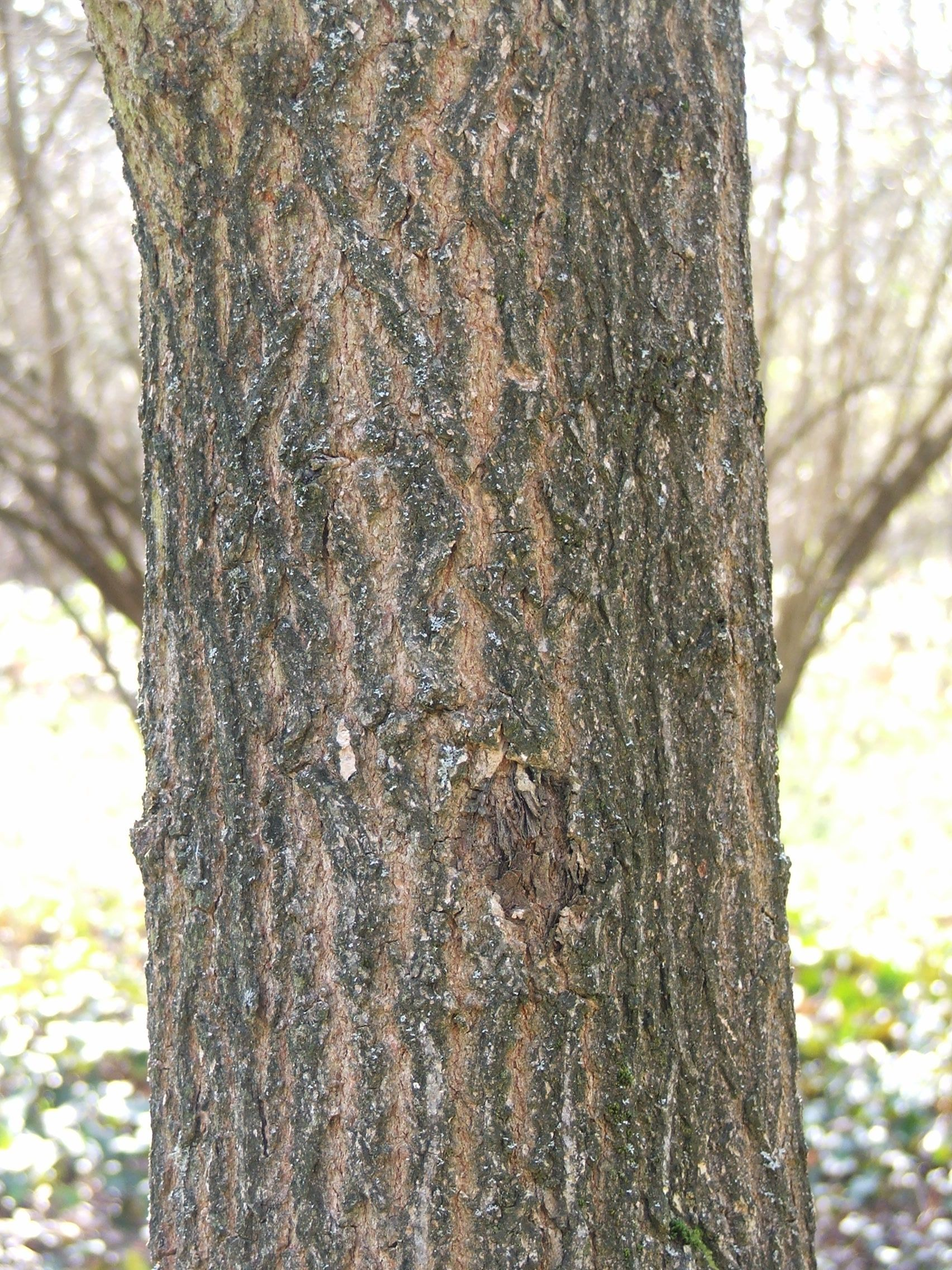
Detalle del tronco

## Descripción
Es un árbol caducifolio de tamaño medio cada vez mayor a 15 m de altura con una copa amplia y redondeada. La corteza es lisa en los árboles jóvenes, convirtiéndose superficialmente surcado con la edad. Las hojas son opuestas, palmatilobadas con cinco lóbulos, de 5 a 12 cm de largo y 7 a 11 cm de ancho, con un pecíolo de 3 a 10 cm; los lóbulos son por lo general íntegros, pero de vez en cuando con un par de dientes en el lóbulo central más grande, y el margen es a menudo ondulado. El pecíolo sangra un látex lechoso cuando se rompe. Las flores están en corimbos, de color verde amarillo con cinco pétalos de 5 a 7 mm de largo, la floración se produce a principios de primavera. El fruto es una doble sámara con dos semillas aladas, las semillas tienen forma de disco, ligeramente aplanadas, con 13 a 18 mm de diámetro. Las alas son de 2 cm de largo, ampliamente difundidas, llegando a un ángulo de 180°. La corteza es gris-verdosa, lisa en árboles jóvenes, llegando a ser superficialmente estriados en adultos.
Está estrechamente relacionado y en ocasiones, difíciles de distinguir del Acer amplum, Acer cappadocicum y Acer pictum subsp. mono, que sustituyen a lo más al sur y el oeste de China, y en Japón. Desde el Acer cappadocicum se distinguen mejor por los brotes que se vuelven marrones por su primer invierno y no permanecen verdes por varios años. Desde el Acer mono, es mejor distinguido por el mayor , más grueso (menos aplanado) semillas. El Acer truncatum es muy poco común entre los arces en los que muestra la germinación hipogea.

## Cultivo y usos
El Acer truncatum se cultiva como planta ornamental en Europa y América del Norte.
Un número de cultivaros han sido seleccionados, entre ellos el "Akikaze Nishiki" con las hojas variegadas, "Dragón de Fuego" con color de otoño muy brillante. El cultivo de "Keithsform" (Puesta de sol de Noruega) es un híbrido entre Acer truncatum y Acer platanoides (Arce de Noruega).

## Taxonomía
Acer truncatum fue descrita por Alexander G. von Bunge y publicado en Enumeratio Plantarum, quas in China Boreali 10. 1833.
Etimología
Acer: nombre genérico que procede del latín ǎcěr, -ĕris = (afilado), referido a las puntas características de las hojas o a la dureza de la madera que, supuestamente, se utilizaría para fabricar lanzas. Ya citado en, entre otros, Plinio el Viejo, 16, XXVI/XXVII, refiriéndose a unas cuantas especies de Arce.
truncatum: epíteto latíno que significa "cortado en ángulo recto".
Sinonimia
- Acer cappadocicum subsp. truncatum (Bunge) A.E.Murray
- Acer laetum var. truncatum (Bunge) Regel
- Acer lobelii var. platanoides Miyabe
- Acer lobelii subsp. truncatum (Bunge) Wesm.
- Acer lobulatum Nakai
- Acer lobulatum var. rubripes Nakai
- Acer pictum var. truncatum (Bunge) Chin S.Chang
- Acer pictum subsp. truncatum (Bunge) A.E. Murray
- Acer platanoides var. truncatum (Bunge) Gams[8]